# Рошешуар-Мортемар, Луи Виктор де
Луи-Виктор де Рошешуар де Мортемар (фр. Louis Victor de Rochechouart de Mortemart; 25 августа 1636 — 15 декабря 1688) — граф, впоследствии герцог де Монтевер и герцог Вивонн. После смерти отца, Габриеля де Рошешуара де Мортемара, унаследовал титул герцога Мортемара (2-й по порядку). Маршал Франции, вице-король Сицилии. Брат госпожи Монтеспан, фаворитки французского короля Людовика XIV.
Вивонн принимал участие в военных действиях во Фландрии и Италии, Кандии, Сицилии и приобрел славу хорошего полководца.

## В художественной литературе
Де Вивонн является персонажем исторического романа Анн и Серж Голон «Анжелика и султан».